# Micrapate cordobiana
Micrapate cordobiana är en skalbaggsart som beskrevs av Pierre Lesne 1931. Micrapate cordobiana ingår i släktet Micrapate och familjen kapuschongbaggar. Inga underarter finns listade i Catalogue of Life.